# Žiča
Žiča (cyr. Жича) – wieś w Serbii, w okręgu raskim, w mieście Kraljevo. W 2011 roku liczyła 4972 mieszkańców.